# Терёшина, Олеся Владимировна
Оле́ся Влади́мировна Терёшина (род. 4 апреля 1982, Куйбышев) — российская футболистка, выступавшая на позиции полузащитника.
Первой футбольной командой была самарская молодёжная команда «ДЮСШ ЦСК ВВС».
С 1998 по 1999 года выступала за ЦСК ВВС, сыграла в общей сложности 17 матчей и по окончании сезона завершила выступления.

## Достижения
- Серебряный призёр чемпионата России: 1998
- Бронзовый призёр чемпионата России: 1999